# وارنر كوب
وارنر كوب هو محامي وقاضي وسياسي أمريكي، ولد في 31 يناير 1824 في كنتاكي في الولايات المتحدة، وتوفي في 17 يناير 1903 في سان فرانسيسكو في الولايات المتحدة. انتخب عضو جمعية ولاية كاليفورنيا ‏.